# La Costeña
La Costeña es una aerolínea regional con sede en Managua, Nicaragua. Opera vuelos a seis destinos nacionales desde el Aeropuerto Internacional Augusto C. Sandino de Managua. 

## Historia
La aerolínea inició operaciones en noviembre de 1991. Fue parte del Grupo TACA desde 1999 y posteriormente este grupo fue adquirido, en su mayoría, por el Grupo Avianca, convirtiéndose en una alianza estratégica denominada Avianca-Taca. En 2012 se anunció que la marca TACA cambiaría su nombre por Avianca. El 31 de mayo de 2019, Avianca Holdings vendió su participación de 62% a Regional Airlines Holdings LLC, de Delaware, Estados Unidos.  

## Destinos
| Países     | Destinos       | Aeropuertos                                       |
| ---------- | -------------- | ------------------------------------------------- |
| Costa Rica | San José       | Aeropuerto Internacional Juan Santamaría          |
| Nicaragua  | Bluefields     | Aeropuerto de Bluefields                          |
| Nicaragua  | Corn Island    | Aeropuerto de Corn Island                         |
| Nicaragua  | Managua        | Aeropuerto Internacional Augusto C. Sandino (HUB) |
| Nicaragua  | Puerto Cabezas | Aeropuerto de Bilwi                               |

## Flota
La flota consiste en las siguientes aeronaves:
| Aeronaves                 | En servicio | Pedidos | Pasajeros (clase única)                          | Matrículas                                       | Antigüedad                                       |
| ------------------------- | ----------- | ------- | ------------------------------------------------ | ------------------------------------------------ | ------------------------------------------------ |
| ATR 42-300                | 1           | —       | 48                                               | YN-CIE                                           | 30 años                                          |
| Cessna 208B Grand Caravan | 4           | —       | 12                                               | YN-CHV                                           | 14 años                                          |
| Cessna 208B Grand Caravan | 4           | —       | 12                                               | YN-CHU                                           | 14 años                                          |
| Cessna 208B Grand Caravan | 4           | —       | 12                                               | YN-CHW                                           | 13,5 años                                        |
| Cessna 208B Grand Caravan | 4           | —       | 12                                               | YN-CHX                                           | 13,5 años                                        |
| Total                     | 5           | —       | Edad media de la flota (julio de 2025): 17 años. | Edad media de la flota (julio de 2025): 17 años. | Edad media de la flota (julio de 2025): 17 años. |

## Antigua flota

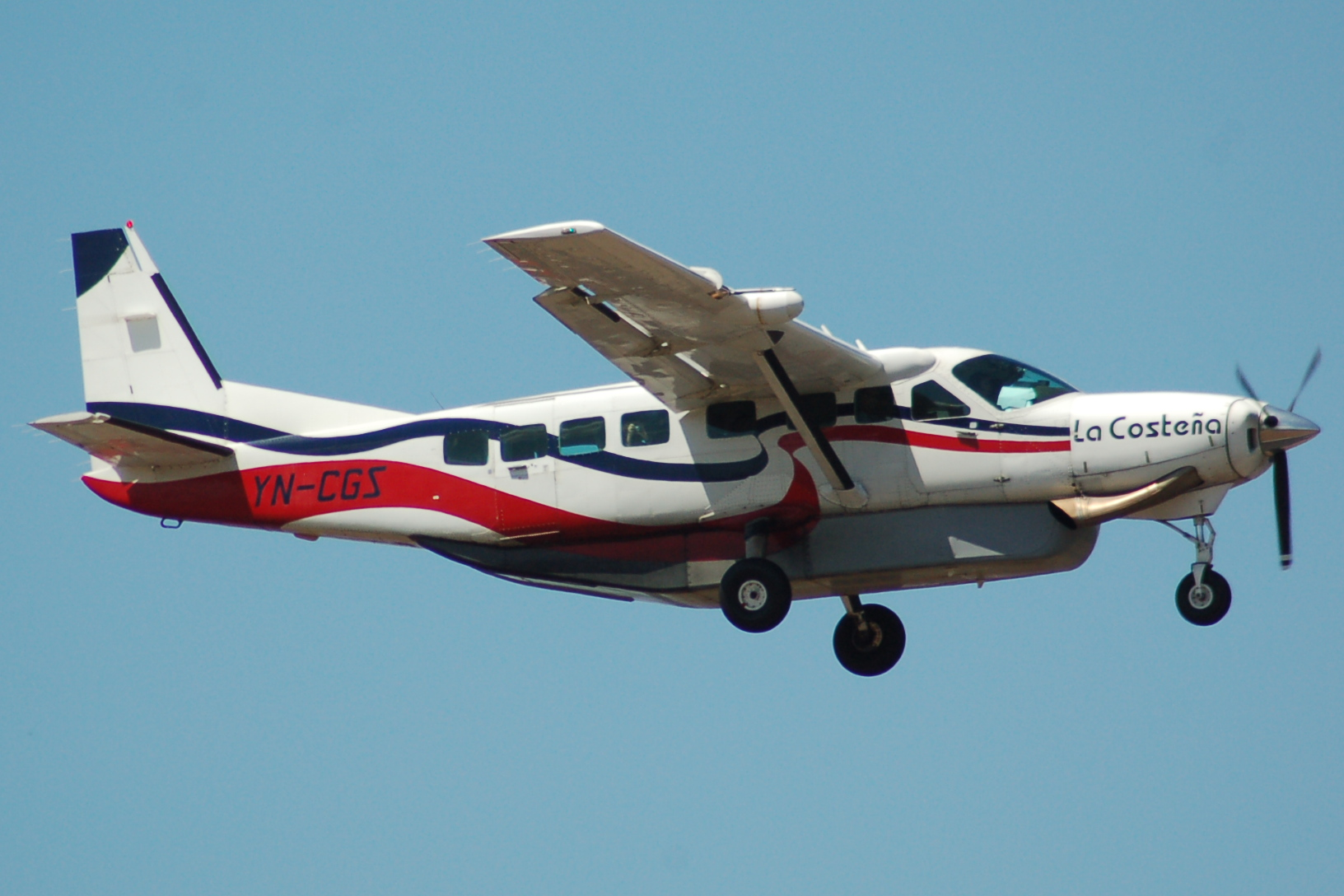
Cessna 208 de La Costeña sobre Managua (2011)

| Aeronave           | Total | Introducido | Retirado | Matrículas |
| ------------------ | ----- | ----------- | -------- | --- |
| ATR 42-300         | 1     | 2009        | —        | YN-CHG |
| Cessna 208 Caravan | 16    | 1995        | —        | YN-CFK, YN-CGB, YN-CGS, YN-CGU, YN-CDR, YN-CED, YN-CEQ, YN-CFG, YN-CFO, YN-CGH, YN-CHV, YN-CGI, YN-CHX, YN-CHA, YN-CHX y YN-CHW |
| Cessna 402         | 1     | 1994        | 1995     | YN-CDN |
| Piper PA-34 Seneca | 1     | 1993        | 1998     | YN-CDD |
| Short 360          | 2     | 1997        | 2011     | YN-CGF y YN-CGG |

## Accidentes e incidentes
- El 30 de julio de 1995 un Cessna 208B Grand Caravan (YN-CED), fue secuestrado por presuntos narcotraficantes mientras se dirigía de Managua a Bluefields. El 1 de agosto fue descubierto el cuerpo del piloto en Zipaquirá, Colombia. Según los informes, le habían disparado dos veces en la cabeza y una vez en la espalda. Las autoridades nicaragüenses sospechan que la aeronave secuestrada estaba destinada a operaciones de narcotráfico. En agosto, el avión fue encontrado por la policía colombiana en un hangar del Aeropuerto de Villavicencio-La Vanguardia.[5]
- El 20 de julio de 1999 un Cessna 208B Grand Caravan (YN-CED), en vuelo desde Managua a Bluefields, descendió prematuramente y se estrelló contra el Cerro Silva, fallecieron 2 tripulantes y 14 pasajeros. El equipo de GPS había sido retirado para ser usado en otra aeronave.[6]